# Lepanthes spruceana
Lepanthes spruceana är en orkidéart som beskrevs av L.Jost och Carlyle August Luer. Lepanthes spruceana ingår i släktet Lepanthes och familjen orkidéer.
Artens utbredningsområde är Ecuador. Inga underarter finns listade i Catalogue of Life.